# Mankota n.º 45
Mankota n.º 45 es un municipio rural canadiense situado en la provincia de Saskatchewan.

## Superficie
Mankota n.º 45 tiene una superficie de 1693,17 km².

## Demografía
En 2021, tenía 289 habitantes, una densidad poblacional de 0,2 hab./km², y 158 viviendas.